# Lubotyn
Lubotyn (ukr. Люботин) – miasto na Ukrainie w obwodzie charkowskim.
Węzeł kolejowy.

## Historia
Miejscowość została założona jako słoboda, wałkowski ujezd guberni charkowskiej.
Prawa miejskie od 1938 roku.
W 1989 miasto liczyło 29 395 mieszkańców, w 2013 roku 21 909 mieszkańców, a po czterech latach 21 328 mieszkańców.